# Алдея-ду-Бишпу (Сабугал)
Алдея-ду-Бишпу (порт. Aldeia do Bispo) — район (фрегезия) в Португалии, входит в округ Гуарда. Является составной частью муниципалитета Сабугал. По старому административному делению входил в провинцию Бейра-Алта. Входит в экономико-статистический субрегион Бейра-Интериор-Норте, который входит в Центральный регион. Население составляет 400 человек на 2001 год. Занимает площадь 12,72 км².
Покровителем района считается Архангел Михаил (порт. São Miguel).